# Michael Hofmann (Fußballspieler)
Michael Hofmann (* 3. November 1972 in Bayreuth) ist ein ehemaliger deutscher Fußballtorwart und heutiger Fußballtrainer.

## Karriere

### Als Spieler
Hofmann begann seine Karriere 1979 in der Jugendabteilung des SV Mistelgau und wechselte im Sommer 1986 zur SpVgg Bayreuth, wo er bis 1996 139 Mal in der Bayernliga eingesetzt wurde. Im Sommer 1996 wechselte er für zwei Jahre als Vertragsamateur zum TSV 1860 München. Bei den Löwen war er in der Spielzeit 1996/97 dritter Torwart hinter Bernd Meier und Rainer Berg, kam aber regelmäßig bei den Amateuren in der Bayernliga zum Einsatz, mit denen er 1997 den Aufstieg in die Regionalliga Süd schaffte. Auch in der Folgesaison war er Stammspieler bei den Amateuren. Nominell stand er in der Rangfolge der Torhüter von 1860 hinter Bernd Meier und Daniel Hoffmann, trotzdem kam er am 18. April 1998 zu seinem ersten Einsatz in der Bundesliga. Im vorangegangenen Derby gegen den FC Bayern hatte Meier gepatzt und wurde im Anschluss von Trainer Werner Lorant nicht mehr berücksichtigt. Hofmann bestritt auch die noch ausstehenden drei Spiele der Saison für die Sechzger und erhielt nach der Saison einen Profivertrag.
Von 1998 bis 2009 trug Hofmann die Nummer 1 als Torwart der Löwen, musste sich aber oft hinter anderen Torhütern einordnen. In der Saison 1998/99 bestritt er alle 34 Spiele. In der folgenden Spielzeit kam er nur zweimal zum Einsatz, während Daniel Hoffmann Stammtorhüter war. Dieser kam in der Saison 2000/01 nicht mehr zum Einsatz, allerdings war Hofmann erneut nicht Stammtorwart. Hofmann bestritt acht Spiele, in den anderen Partien stand Simon Jentzsch zwischen den Pfosten. 2001/02 kam Hofmann nicht zum Einsatz, in der Saison 2002/03 hütete er zweimal das Tor. Im Sommer 2003 verließ Jentzsch den TSV 1860, Hofmann war im Anschluss wieder Stammtorhüter und bestritt in der Spielzeit 2003/04 32 Spiele.
Nach dem Abstieg im Jahr 2004 blieb Hofmann in München. 2004/05 stand er an den ersten 20 Spieltagen im Tor der Sechzger. Am 21. Spieltag konnte er verletzungsbedingt nicht spielen, Timo Ochs nahm seinen Platz ein. Auch in den restlichen Saisonspielen stand Ochs im Tor. Im folgenden Jahr bestritt Ochs 33 Spiele, Hofmann wurde am 34. Spieltag zum einzigen Mal eingesetzt. 2006/07 war Hofmann wieder Stammtorhüter, er kam 31 Mal zum Einsatz. In der Vorbereitung zur Saison 2007/08 erklärte Trainer Marco Kurz Philipp Tschauner zum Stammtorhüter. Dieser verletzte sich allerdings nach vier Einsätzen, sodass Hofmann in den folgenden 17 Spielen das Tor hütete. Im Februar 2008 verletzte sich Hofmann im Lokalderby im DFB-Pokal und musste dadurch den Platz zwischen den Pfosten wieder an Tschauner abgeben. Auch in der Spielzeit 2008/09 kam er zunächst nicht zum Einsatz. Nachdem jedoch Uwe Wolf im Februar 2009 Kurz als Trainer abgelöst hatte, hütete Hofmann in den folgenden neun Spielen das Tor der Löwen. Nach dem 30. Spieltag musste er seinen Platz erneut verletzungsbedingt an Tschauner abgeben.
In der Saison 2009/10 war Hofmann dritter Torwart der Sechzger, dieses Mal hinter Gábor Király und Philipp Tschauner; er trug wie in den Jahren 1996 bis 1998 die Nummer 25. Er kam in dieser Spielzeit zweimal für die zweite Mannschaft zum Einsatz, bei den Profis saß er in den ersten 33 Spielen nicht einmal auf der Bank. Am letzten Spieltag wurde er in den Schlussminuten für Tschauner, der in diesem Spiel ebenfalls seinen ersten Saisoneinsatz hatte, eingewechselt. Nach diesem Spiel beendete er seine Laufbahn beim TSV 1860.
Hofmann kam insgesamt 68-mal für die Amateure und die zweite Mannschaft des TSV 1860 zum Einsatz und bestritt 162 Ligaspiele für die Profimannschaft. Darüber hinaus wurde er 13-mal im DFB-Pokal eingesetzt und stand bei fünf internationalen Spielen auf dem Platz.
Zur Spielzeit 2010/11 wechselte Hofmann mit 37 Jahren zum SSV Jahn Regensburg in die 3. Liga, wo er wieder Stammtorhüter war. Im ersten Jahr bestritt er alle Partien, im zweiten Jahr stand er nach einer roten Karte nur einmal nicht in der Startaufstellung. Zudem spielte er, nachdem der Verein Platz 3 erreicht hatte, noch zwei Relegationsspiele, in denen der SSV Jahn den Aufstieg in die 2. Bundesliga perfekt machte. Hofmanns Vertrag, der zunächst für eine Spielzeit galt, wurde zweimal um ein weiteres Jahr verlängert. Zur Winterpause der Spielzeit 2012/13 hat er seine Karriere beim SSV Jahn Regensburg beendet. Zur Saison 2015/16 kehrte er bedingt durch die Rotsperre des etatmäßigen Torhüters Andreas Sponsel zur SpVgg Bayreuth zurück. Nach der Auflösung seines Vertrags bei Bayreuth spielt er beim SV Pullach.

### Als Trainer
Schon 2014/15 trainierte Hofmann den Landesligisten Kirchheimer SC, für dessen zweite Mannschaft er auch noch einmal in der Liga als Torwart auflief. 2017 schloss er sich dem damaligen Landesligisten Türkgücü München an. Nach vier Einsätzen im Herbst 2017 war er bei dem Verein als Torwarttrainer tätig und erlebte die Aufstiege in die Bayernliga, die Fußball-Regionalliga Bayern und in die 3. Liga mit. Am 1. Januar 2022 gab der Verein die Trennung von Michael Hofmann bekannt.

## Privates
Hofmann ist verheiratet und hat zwei Töchter. Sein Bruder Alexander war 2007 für kurze Zeit Trainer und später sieben Jahre lang Co-Trainer der SpVgg Bayreuth.

## Erfolge
- Aufstieg in die 2. Bundesliga 2012 mit Jahn Regensburg
- Aufstieg in die Bayernliga 2018 mit Türkgücü München (als Torwarttrainer)
- Aufstieg in die Regionalliga Bayern 2019 mit Türkgücü München (als Torwarttrainer)
- Aufstieg in die 3. Bundesliga 2020 mit Türkgücü München (als Torwarttrainer)